# A10 (Botswana)

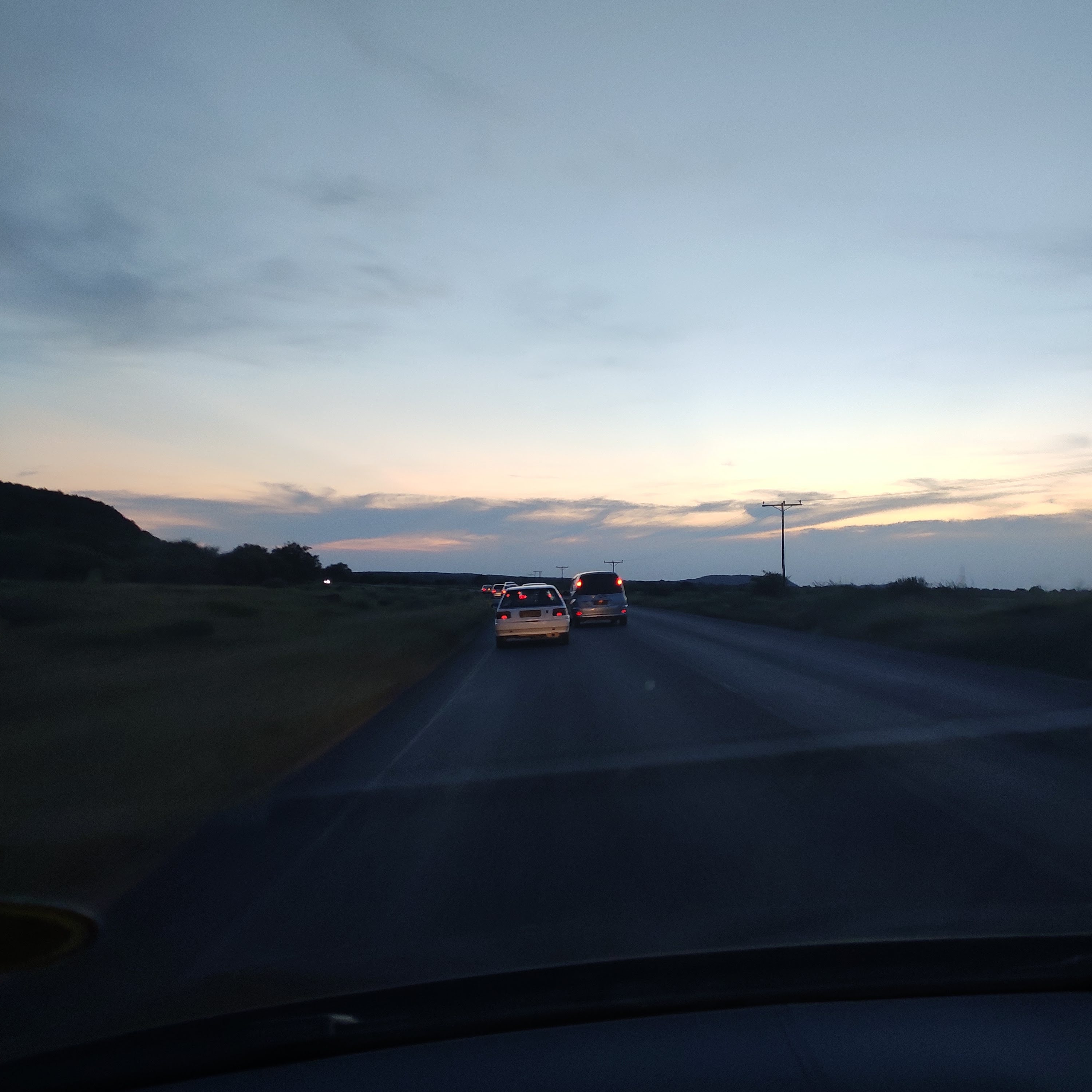
Fernstraße A10

Die A10 ist eine Fernstraße in Botswana, die Kanye mit Gaborone verbindet. Des Weiteren verbindet die A10 die Fernstraßen A1 und A2. Sie ist 80,4 Kilometer lang.